# Старогутнійська мова
Старогутнійська мова — північногерманська мова, якою говорили на острові Готланд, сучасна Швеція приблизно до 17 століття включно. 

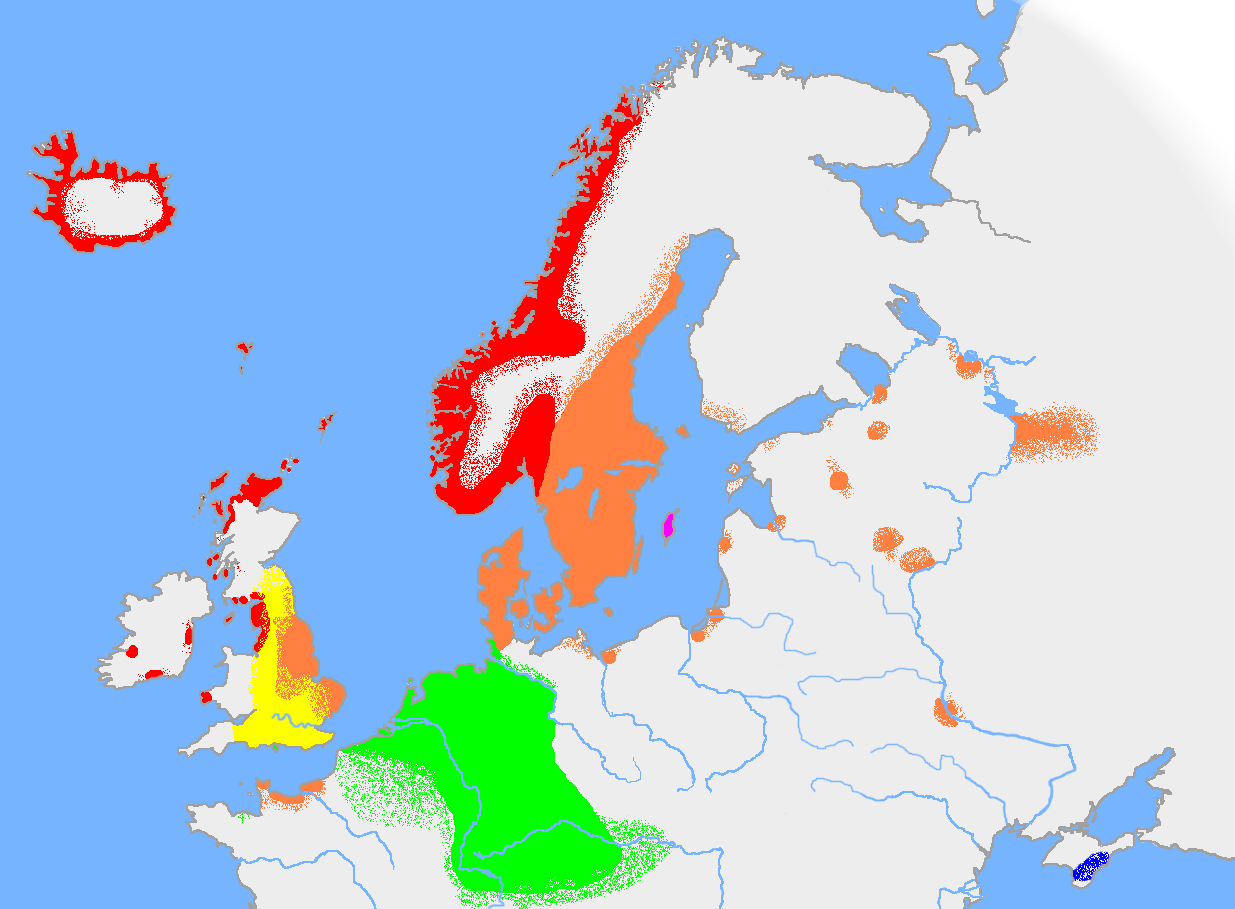
Германські мови в 10 столітті, старогутнійська позначена рожевим

Мова досить відрізнялась від старосхідноскандинавського діалекту. Сьогодні, в деяких частинах острова Готланд говорять сучасною формою старогутнійської мови — гутнійським діалектом шведської мови.
Корінь gut, ймовірно, означає близькість носіїв старогутнійської до готів.

## Пам'ятки
Найбільшим джерелом для вивчення старогутнійської є Гутасага. Це кодекс договорів острова Готланд і Швеції, що включає в себе нарис з історії острова, починаючи з легенди його заснування в дохристиянську епоху, пам'ятник скандинавського права.
Сага була записана в 13 столітті і збереглася в єдиному рукописному примірнику. Входить до збірки Codex Holm. Датована приблизно 1350 роком, зберігається в Королівській бібліотеці Швеції в Стокгольмі, разом з Гуталагом, зведенням законів Готланда.

## Відмінності з іншими скандинавськими діалектами
Давньоскандинавський дифтонг аu (наприклад. Auga «око») зберігається в старогутнійській та старозахідноскандинавській в той час як в старосхідноскандинавській (за винятком периферійних діалектів) він перейшов в монофтонг Ǿ (довгий Ǿ). Дифтонг ai (наприклад. bain «кістка») зберігається в старогутнійській в той час як в старозахідноскандинавській він перетворився на ei (bein), а в старосхідноскандинавській став é (bén). У той час як в старозахідноскандинавській є дифтонг ey, в старосхідноскандинавській він перетворюється на Ǿ, в старогутнійській — oy.
| Прагерманська                                | Старогутнійська | Старозахідноскандинавська | Старосхідноскандинавська           |
| *augon (око) *baino (кістка) *hauzjan (чути) | auga bain hoyra | auga bein heyra           | auga > ǿga bæin > bén høyra > hǿra |

## Приклад
(уривок з Гутасаги)

Gutland hitti fyrsti mathr than sum thieluar hit. tha war gutland so eluist at thet daghum sanc Oc natum war uppj. En thann mathr quam fyrsti eldi a land Oc sithan sanc thet aldri. thissi thieluar hafthi ann sun som hit hafthi. En haftha cuna hit huita stierna thaun tu bygthu fyrsti agutlandi fyrstu nat som thaun saman suafu tha droymdi hennj draumbr.

Готланд першим знайшов один чоловік, якого звали Тієлвар. У той час Готланд був такий зачарований, що вдень опускався на дно моря, а ночами спливав. Але цей чоловік вперше привіз на острів вогонь, і після цього той [острів] ніколи не опускався на дно. У цього Тієлвара був син, якого звали Хафді. І дружину Хафді звали Біла Зірка. Вони були першими жителями Готланду. У першу ніч, в яку вони спали разом, Білій Зірці приснився сон.